# Befestigung auf den Schafsköppen

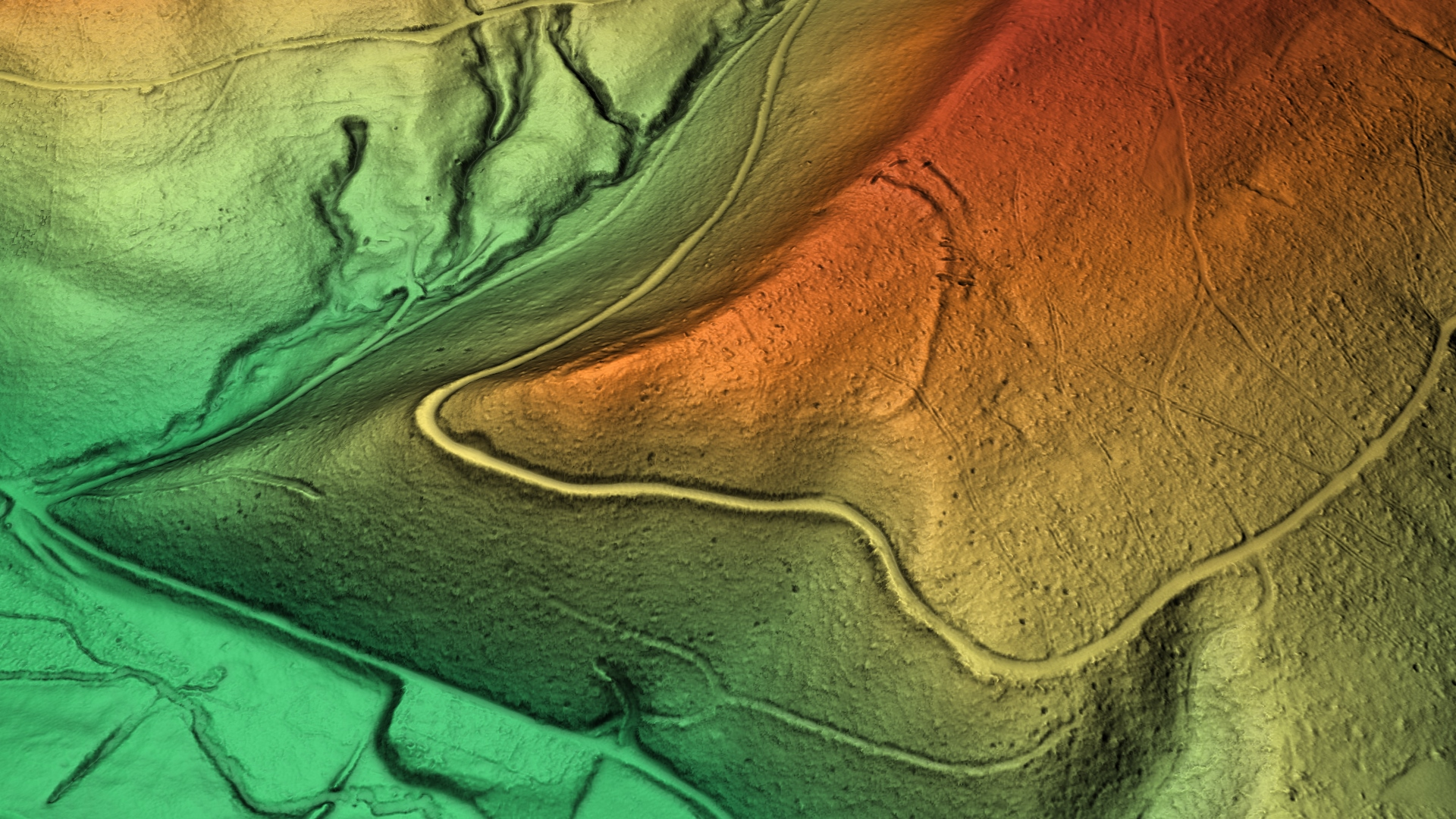
3D-Ansicht des digitalen Geländemodells

Die Befestigung auf den Schafsköppen bei Kallenhardt (Gemeinde Rüthen) ist ein Bodendenkmal aus der Eisenzeit. Datierungen weisen auf eine Zeit zwischen dem 8. oder 5. Jahrhundert bis zum 3. Jahrhundert vor Christus hin. Ihre Funktion ist unklar.

## Forschungsgeschichte
Ungefähr einen Kilometer östlich von Kallenhardt liegt der Önningsberg im Gemeindewald Altenrüthen. Ein plateauartiger Sporn im Südwesten heißt Erster Schafskopf, etwas weiter östlich liegt der Zweite Schafskopf. Auf dem genannten Sporn existieren Befestigungsanlagen zur Abriegelung. Entdeckt wurden die Anlagen von Eberhard Henneböle. Dieser war Volksschullehrer in Rüthen. Erste Fotos von den Wällen machte er 1933. Im Auftrag der Altertumskommission für Westfalen wurde die Anlage 1938 vermessen. Im selben Jahr begann Henneböle mit ersten Grabungen. Diese setzte er im Auftrag des damaligen westfälischen Landesmuseums für Archäologie 1951 fort. Seine Untersuchungen waren dabei durchaus auf der Höhe der damaligen Archäologie. Die Ergebnisse veröffentlichte er in einer Reihe kleinerer Beiträge.
In der Folgezeit kam es zu keinen Untersuchungen mehr. Erst 2006 erfolgte eine erneute Vermessung. Der Orkan Kyrill vernichtete 2007 viele Bäume auf dem Sporn und beschädigte auch das Bodendenkmal. Im Jahr 2014 wurde ein von Henneböle gemachter Wallschnitt erneut geöffnet, um Holzkohle für eine C-14-Messung zu finden. Außerdem wurde das Gelände mit einer Metallsonde untersucht, ohne dass dies viele Funde erbracht hätte.

## Beschreibung
Erkennbar ist eine innere Befestigungslinie mit einer Länge von etwa 180 bis 230 m. Diese wendet sich im Süden an der Flanke nach Westen und verliert sich dort. An einer Stelle scheint die Verteidigungslinie etwa 20 m unterbrochen zu sein. Vorgelagert ist eine weitere Befestigung mit einer Länge von etwa 114 m. Diese besteht aus zwei Wallteilen, denen jeweils Gräben vorgelagert sind. Auch diese scheinen an einer Stelle unterbrochen zu sein. Die beiden Linien sind nicht parallel und weichen im Norden auseinander. Die innere Linie umschließt eine Fläche von  etwa 1,8 ha, die äußere von 2 ha. Im nördlichen Bereich existiert zwischen den Wällen noch eine weitere 24 m lange Linie. Neuere Untersuchungen mit einem Laserscan zeigen, dass die beiden Walllinien an den scheinbaren Lücken nur stark abgeflacht eine Senke durchlaufen. Andeutungsweise schien sich südlich der Senke ein flacher Wall von der äußeren zur inneren Linie zu ziehen. Auch Teile der Spornflanken waren mit flachen Wällen gesichert.
Wo sich der Zugang zum Inneren befand, ist nicht mehr sicher feststellbar. Möglicherweise befand sich ein Zugang in der Nordostecke oder an der Südflanke der Anlage. Dort verlaufen die Wälle parallel leicht gegeneinander versetzt. Dadurch würde sich ein Tor mit überlappenden Wallenden ergeben. Dies wäre vergleichbar mit anderen eisenzeitlichen Wallburgen, wie der Wittekindsburg bei Porta Westfalica. Die Grabungen von Henneböle ergaben, dass die Wälle mit Holzpalisaden versehen waren. Es fanden sich teilweise deutliche Brandspuren.
Die Nachgrabungen aus neuerer Zeit ergaben, dass die Holzkonstruktionen der äußeren Walllinie zumindest teilweise aus zwei Phasen stammten. Im Inneren der Anlage fand man Siedlungsgruben zur Lehmentnahme. Sie wurden später mit Abfällen gefüllt. Die bei den Ausgrabungen von Henneböle gemachten Fundstücke sind spärlich. Dazu gehören einige Tonscherben. Die gefundenen Tonfragmente sind eisenzeitlich. Dabei lassen sich zwei Arten unterscheiden, die möglicherweise aus unterschiedlichen Zeiten stammen. In späteren Veröffentlichungen deutete Henneböle an, dass er 1951 auch Funde ähnlich denen beim Römerlager Kneblinghausen gemacht hätte. Tatsächlich gibt es entsprechende Scherben, die aus der Ausgrabung von 1951 stammen sollen. Einige lassen sich in die zweite Hälfte des 6. bis ins 4. Jahrhundert vor Christus datieren. Andere sind neuer und stammen aus der Zeit vor Mitte des 1. Jahrhunderts vor Christus bis zum Beginn der römischen Eroberung um 12 vor Christus. Aber es gibt Zweifel, ob die erhaltenen Funde aus der Befestigung bei Kallenhardt stammen.

## Datierung
Die C-14-Untersuchung aus dem Bereich des Innenwalls deutet auf eine Datierung in das 8. bis 5. Jahrhundert vor Christus hin. Zwei weitere Proben stammen aus der Zeit zu Anfang des 3. Jahrhunderts vor Christus. Dies fügt sich ein in die Datierung weiterer Wallanlagen im rechtsrheinischen Schiefergebirge.

## Deutung
Unklar ist die Funktion der recht kleinen Anlage. Es dürfte sich kaum um eine Fluchtburg oder um eine Versammlungsstätte gehandelt haben. Eher diente sie dem Schutz einer dauerhaften Besiedlung, wie eines Gehöfts. Möglicherweise diente sie auch zur Kontrolle oder als Wegestation einer nachgewiesenen in der Nähe verlaufenden alten Wegeverbindung. Die Brandspuren müssen nicht unbedingt auf eine gewaltsame Zerstörung im Kampf hinweisen. Es könnte sich um eine planvolle Zerstörung etwa bei der Übergabe an einen Gegner oder nach dem Verlassen der Anlage handeln. Die Grabhügel in der Umgebung standen nicht im Zusammenhang mit der Befestigung, stammen sie doch aus der Bronzezeit. Ob und welche Zusammenhänge es mit den Funden aus der Höhle Hohler Stein aus dem 3. Jahrhundert vor Christus gibt, ist unklar.